# Fort GW XIII „San Rideau”

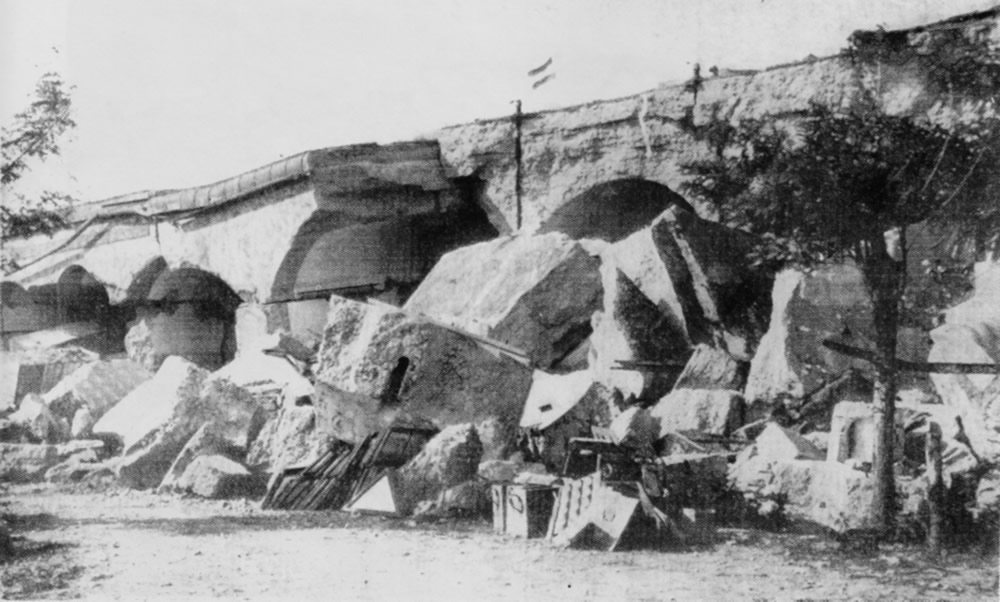
Koszary fortu XIII po wysadzeniu (1915)

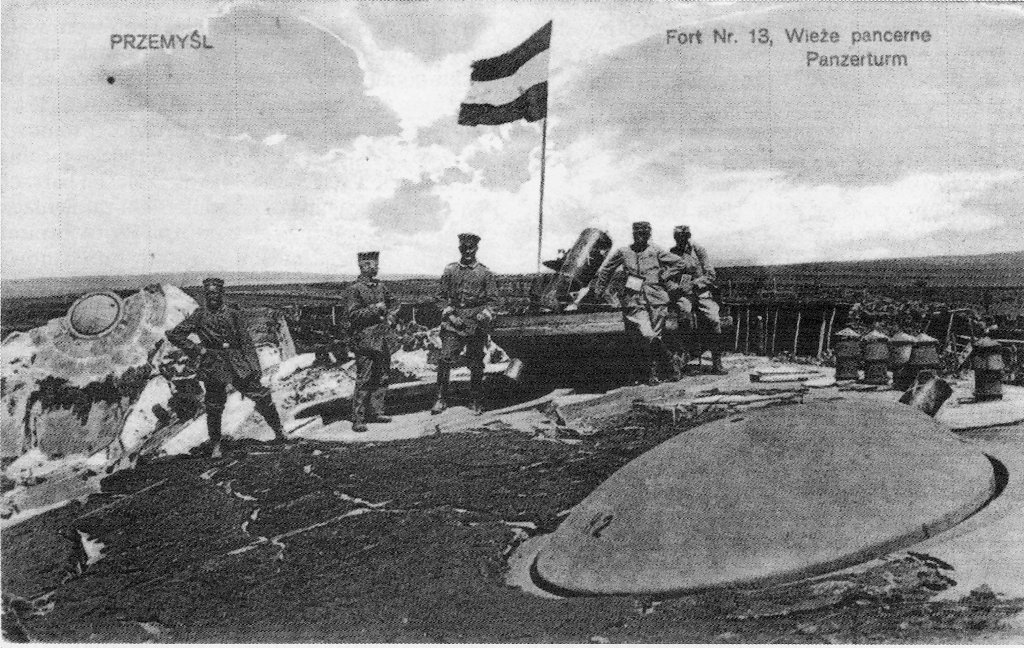
Żołnierze niemieccy na odbitym 2 czerwca 1915 forcie XIII

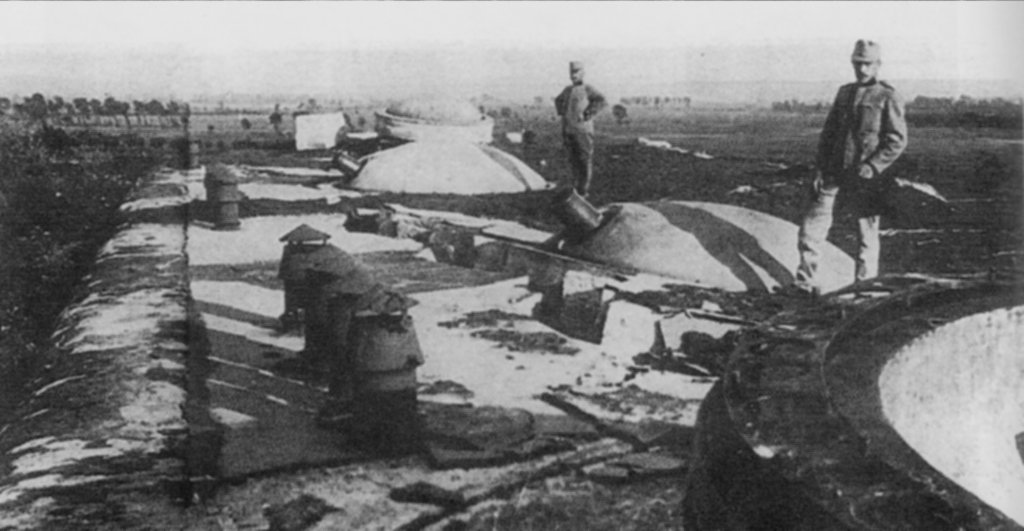
Strop koszar z wieżami pancernymi haubic 15 cm M.94 oraz wieżą obserwacyjną

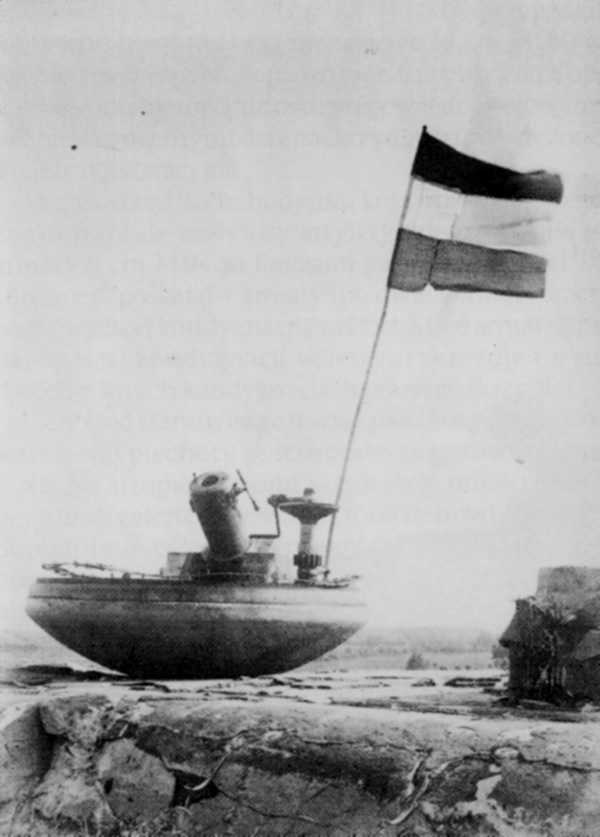
Wieża pancerna haubicy 15 cm M.94

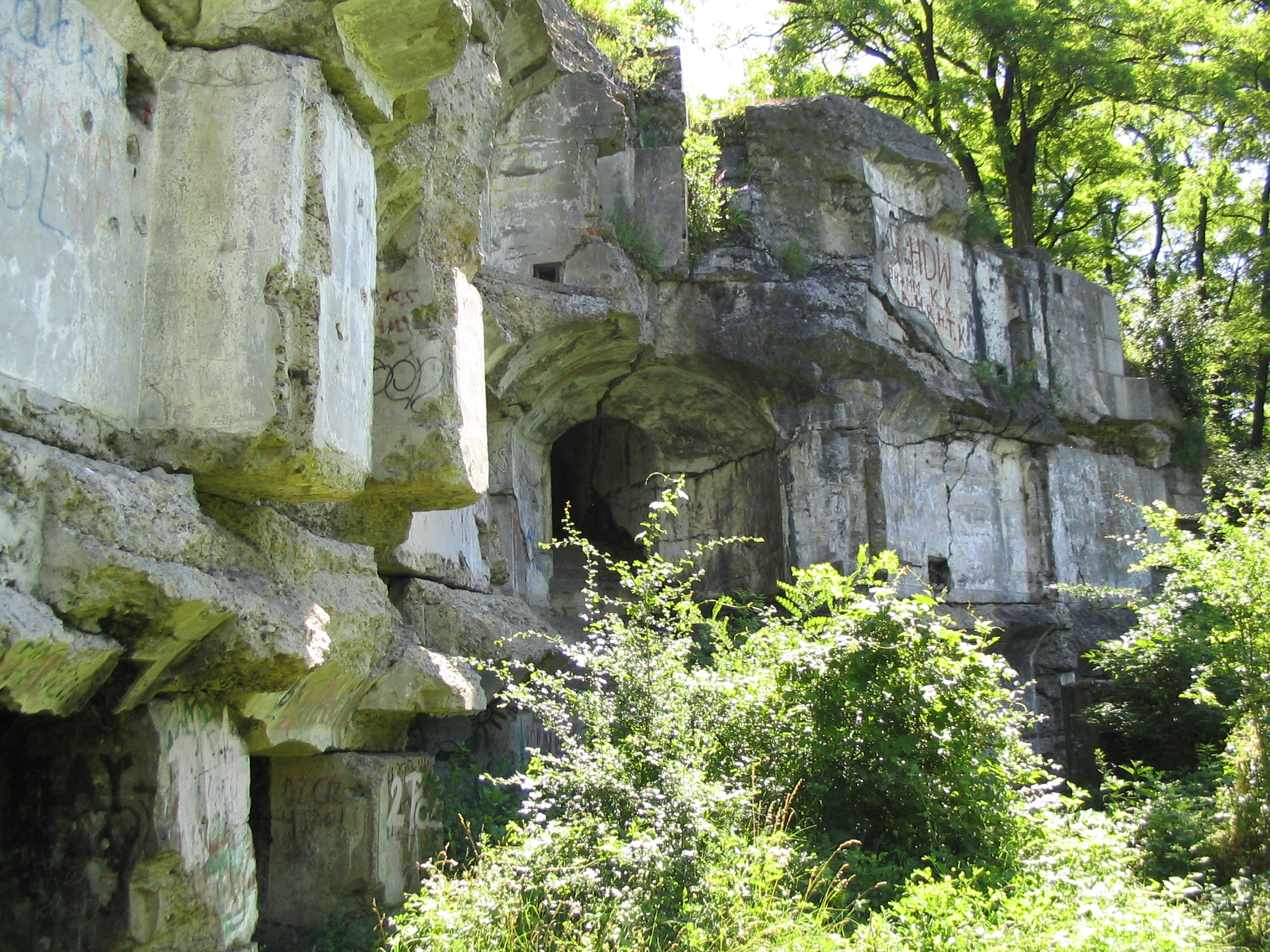
Fort XIII dziś

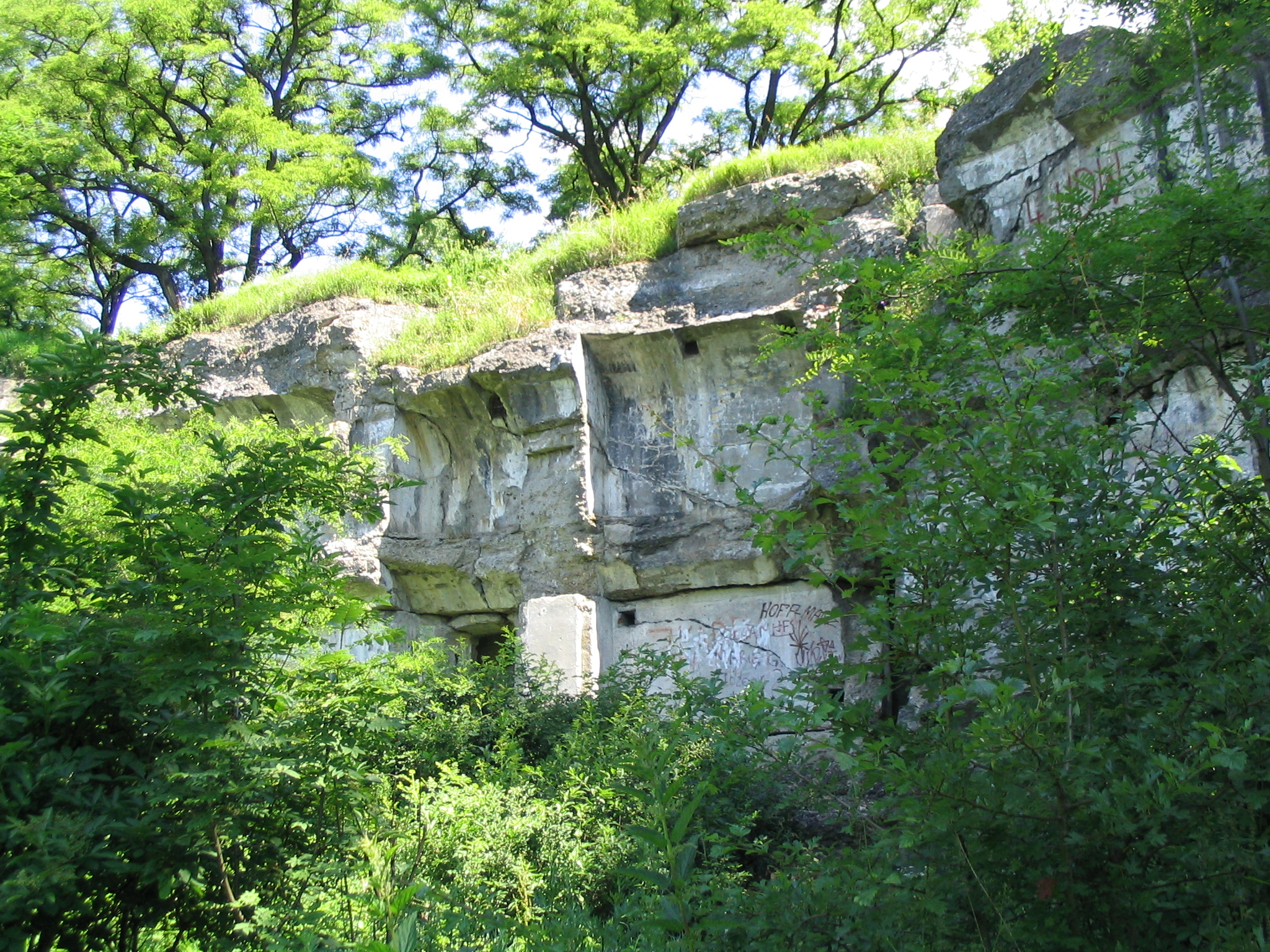
Fort XIII dziś

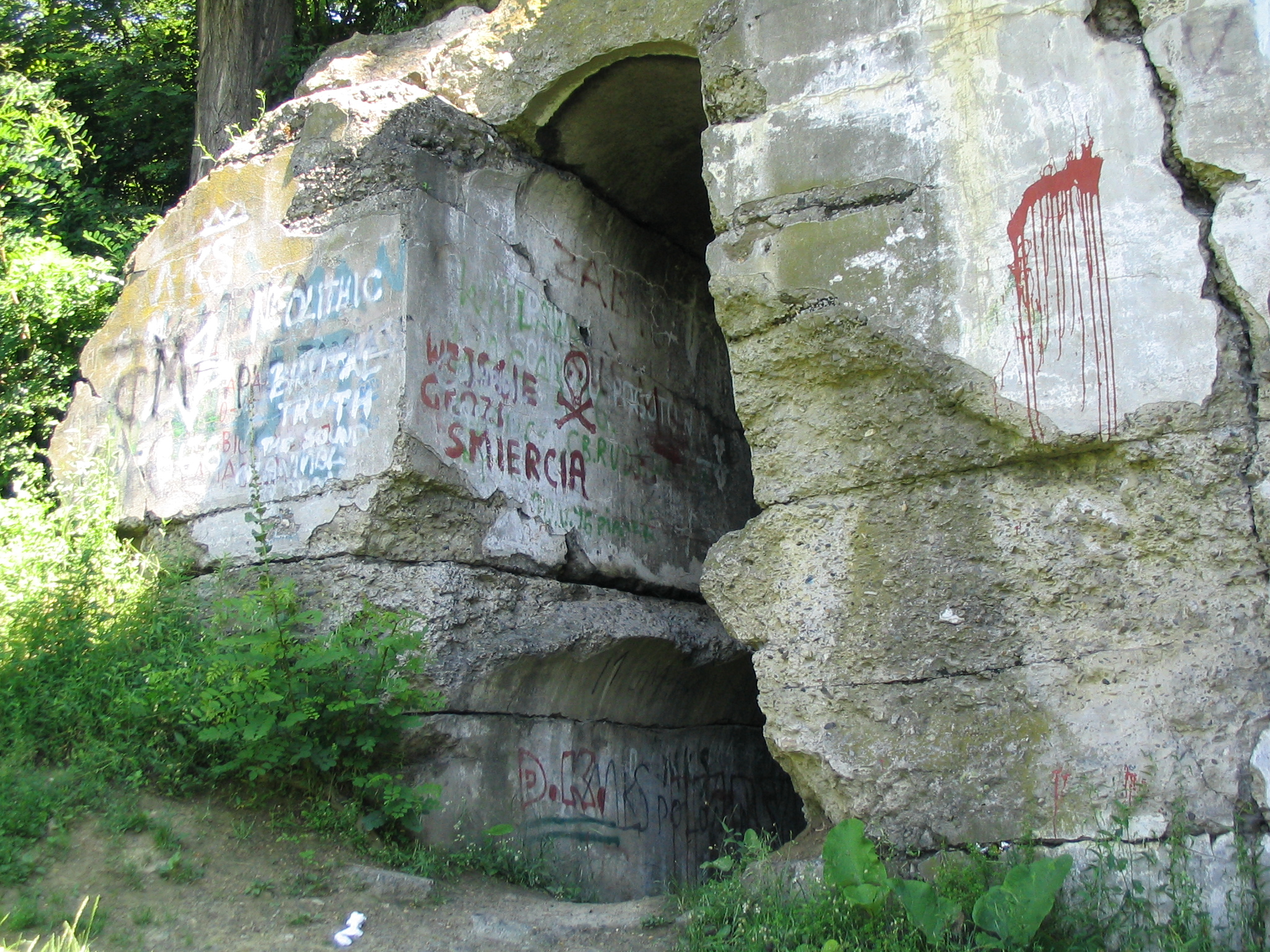
Wejście do poterny

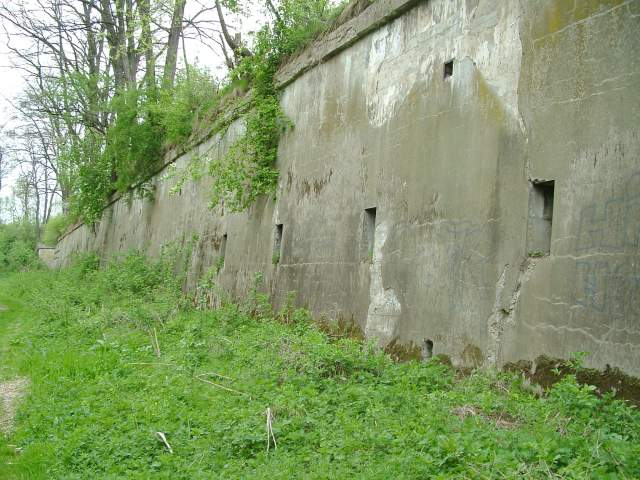
Fosa i mur Carnota

San Rideau (wym.: [rido̙] z fr. Osłona Sanu) – fort pancerny klasy „Einheitsfort” projektu Moritza von Brunnera należący do zewnętrznego pierścienia fortecznego Twierdzy Przemyśl, oznaczony numerem XIII. Łatwo dostępny, położony na terenie miejscowości Bolestraszyce ok. 6 km od Przemyśla.

## Ogólne informacje
Fort powstał w latach 1892–1896, w miejscu pierwotnie przewidzianym w 1876 pod budowę ziemno-drewnianej baterii 11 „Bolestraszyce”, ostatecznie niezrealizowanej. Koszt budowy fortu wyniósł 5 milionów koron. Do czasu zmiany numeracji fortów (po 1903) fort oznaczano jako XIII 1/2 „San Rideau”. Miał on kształt trapezu o podstawie 250 m i szerokości 90 m. Otaczała go sucha fosa o pełnym profilu broniona z dwóch przeciwstokowych kojców oraz kojca szyjowego przyległego do głównego budynku fortu. Czołowy odcinek fosy broniono dodatkowo z galerii strzeleckiej przeciwstoku z otworami strzelniczymi zabezpieczonymi płytami pancernymi (mur Carnota). Na przedpolu nad kojcami znajdowały się dwie obserwacyjne kopuły pancerne. Główny budynek i kojce przeciwstokowe były połączone za pomocą poterny i galerii przeciwstokowej.
W części szyjowej znajdował się główny budynek koszarowo-bojowy. Na jego stropodachu znajdowały się 3 haubice i 3 moździerze, a dodatkowo umieszczono tam również 3 wieże obserwacyjne. Na skrzydłach budynku znajdowały się tradytory strzeleckie z armatami. Przed stanowiskiem wież pancernych znajdował się wał piechoty ze schronem pogotowia na osi fortu. Na stropie schronu pogotowia znajdowała się betonowa galeria strzelecka osłonięta płytami pancernymi. Budynek koszarowo-bojowy mieścił izby mieszkalne dla załogi, magazyny amunicji, żywności, laboratoria, toalety i kuchnie. Ściany i stropy wykonano jako betonowy odlew z wyjątkiem ścian zewnętrznych znajdujących się po stronie dziedzińca fortu, które zbudowano z cegły. Całkowita powierzchnia pomieszczeń fortecznych wynosiła 2200 m².
Podlegały mu dwa forty pomocnicze – XIIIa „Zabłocie” oraz XIIIb „Bolestraszyce”. Głównym zadaniem fortu było osłanianie linii rzeki San od strony wschodniej oraz osłona dróg komunikacyjnych (linia kolejowa oraz szosa) łączących Przemyśl z Krakowem, a zasięg jego dział pozwalał na kontrolę nad brzegami Sanu od Hurka po Walawę.
Podczas II oblężenia twierdzy Przemyśl, fort został wysadzony 22 marca 1915, w dniu poddania twierdzy. Uległ kolejnym zniszczeniom podczas III oblężenia (30 maja 1915) i po kolejnych rozbiórkach w latach 1923–1925. Dalsze niszczenie fortu zostało powstrzymane dopiero w roku 1968, po uznaniu fortów Twierdzy Przemyśl za chroniony prawem zabytek architektury.

## Uzbrojenie
Załogę fortu stanowiło 800 żołnierzy i 12 oficerów. Magazyny artyleryjskie mieściły trzy wagony amunicji. Do podstawowego uzbrojenia fortu należało:
- 6 armat kazamatowych 8 cm M. 94 w przeciwstokowych kojcach (dwie w lewym pojedynczym i cztery w prawym podwójnym)
- 3 haubice 15 cm M. 94 na stropodachu budynku głównego
- 3 moździerze 15 cm M. 80 w wieżach pancernych na stropodachu budynku głównego
- 6 armat 8 cm M. 94 za tarczami pancernymi w tradytorach artyleryjskich na skrzydłach budynku głównego

Wstępnie planowano również umieszczenie armat 8 cm M.94 w wale piechoty, ale ze względu na koszty zrezygnowano z nich.
Przedpole fortu było zabezpieczone zasiekami z drutu kolczastego oraz oświetlane ruchomym reflektorem.

## Fort dziś
Mimo dużych zniszczeń szacowanych na 75%, fort jest udostępniony do zwiedzania. Zachowały się na nim resztki kojców i przeciwstoku, koszar szyjowych, tradytory przy barkach, a na wale głównym ślady wież pancernych osadzonych w granicie przywiezionym z Tyrolu. Bardzo dobrze zachował się mur Carnota oraz poterna z zapadniami, łącząca nieistniejące dziś koszary główne z zewnętrzną stroną fosy. Ze względu na nie zawsze odpowiednie zabezpieczenie zapadni, podczas zwiedzania należy zachować szczególną ostrożność.

## Legenda Fortu XIII
Po zakończeniu I wojny światowej, kiedy Przemyśl wraz z większością fortów Twierdzy Przemyśl wrócił do niepodległej Polski, twierdza z powodu zniszczenia i utraty walorów obronnych została przeznaczona do likwidacji. Najlepiej zachowane forty przeznaczono na magazyny wojskowe, a pozostałe miały zostać rozebrane (szczególnie zainteresowane rozbiórką fortów były huty śląskie poszukujące złomu). Do rozbiórki przeznaczony został m.in. fort San Rideau. Podczas prac rozbiórkowych, według relacji świadków, w 1923 odnaleziono w zasypanym pomieszczeniu żywego jeńca rosyjskiego, któremu udało się przeżyć osiem lat w podziemiach fortu.
Historia została po raz pierwszy opisana w nr 24/1926 miesięcznika „Naokoło świata” w artykule Wandy Kohutnickiej pt. „XII fort” (nazwa artykułu była błędna, gdyż opisane w nim wydarzenia dotyczą fortu XIII). Opisuje ona wywiad przeprowadzony w 1923 z jednym z naocznych świadków tamtych wydarzeń. Grupa robotników pracująca przy rozbiórce fortu dotarła do wnęki z żelaznymi drzwiami, których nie było na planach. Po ich wyważeniu i przedostaniu się do środka, w pomieszczeniu stała mara... okropna, upiorna, niemal nagi kościotrup obrośnięty masą splątanych siwych włosów, który na hałas reagował zatykaniem uszu i wydawał z siebie chrapliwe dźwięki. W pomieszczeniu obok znaleziono ludzki szkielet. Pod wieczór do fortu przyjechał samochód z policją i żołnierzami, oficerami i sędzią śledczym. Odnalezionego człowieka wyniesiono z fortu i zawieziono do miejskiego szpitala, gdzie tej samej nocy zmarł.
Śledztwo wykazało, że dostęp do pomieszczenia był możliwy tylko przez żelazne drzwi, które zostały zawalone w 1915 roku podczas wysadzania fortu. W środku przebywało w tym czasie dwóch jeńców rosyjskich, o których prawdopodobnie zapomniano podczas przygotowywania twierdzy do poddania. Dzięki sprzyjającym warunkom (w pomieszczeniu znajdowały się zapasy żywności, alkoholu oraz wody) jednemu z więźniów udało się przeżyć osiem lat.
Według relacji robotnika, w tym samym pomieszczeniu znaleziono skrzynkę od konserw, w której znajdował się nóż, ołówek i zeszyt, z którego wypadła fotografia młodej kobiety. Na jej odwrocie zachowało się kilka słów dedykacji w języku rosyjskim: strzeże Bóg i moja miłość (...) wszędzie z Tobą, zawsze Twoja – 25/VII 1914.
W zeszycie pierwsze strony stanowiły notatki austriackiego magazyniera zajmującego się wydawaniem żywności, lecz kolejne strony zawierały zapiski w języku rosyjskim, które okazały się pamiętnikiem jednego z uwięzionych jeńców rosyjskich. Można się z nich dowiedzieć, że osoba pisząca pamiętnik była oficerem liniowym, a jego towarzysz był sztabskapitan armii rosyjskiej o nazwisku Nowikow. Opisuje on dzień, w którym zostali żywcem pogrzebani w podziemiach twierdzy oraz krótkie opisy swoich przemyśleń i sposobów na przeżycie. Autor mierzy czas za pomocą własnoręcznie skonstruowanego „zegara” przelewającego wodę z kociołka do beczki. Autor pamiętnika opisuje również załamanie psychiczne jego współwięźnia, sztabskapitana Nowikowa, oraz jego samobójstwo przez podcięcie sobie gardła kawałkiem blachy.
Historia o odnalezionym żywym jeńcu rosyjskim została ponownie poruszona dopiero po roku 1961 w wielu książkach i publikacjach. Mimo relacji wielu naocznych i pośrednich świadków, historia wciąż ma wiele niewiadomych i nieraz jest uważana wyłącznie za miejscową legendę. Między innymi nie zachowały się żadne informacje o miejscu pochówku odnalezionego jeńca. Również opis wnętrz z artykułu nie zgadza się z tym, co można zobaczyć w korytarzach fortu.
W Życiu Przemyskim z 1971 ukazał się artykuł, w którym autor P.A. Kruk rozstrzygał wątpliwości na rzecz fikcyjności legendy. Powoływał się on na list, który miał otrzymać od Władysława Kohutnickiego, byłego dowódcy stacjonującego w Żurawicy 2 Batalionu Pancernego. Miał w nim wyjaśnić, że to on był autorem artykułu z miesięcznika „Naokoło świata”, a relacja była tak naprawdę fikcyjna. Użycie pseudonimu „Wanda Kohutnicka” uzasadniał próbą uniknięcia konfliktu z regulaminem wojskowym zabraniającym żołnierzom relacji prasowych bez zgody przełożonych.
Na podstawie historii o dwóch uwięzionych jeńcach nakręcony został film pt. „Fort 13” (1984), którego reżyserem był Grzegorz Królikiewicz.